# شمس‌الدین نساخ
شمس‌الدین نساخ (انگلیسی: Chemseddine Nessakh؛ زادهٔ ۴ ژانویهٔ ۱۹۸۸) بازیکن فوتبال اهل الجزایر است.
از باشگاه‌هایی که در آن بازی کرده‌است می‌توان به باشگاه فوتبال المپیک شلف، باشگاه فوتبال مولودیه وهران، و باشگاه فوتبال القبائل اشاره کرد.
وی همچنین در تیم ملی فوتبال الجزایر بازی کرده‌است.